# Corylus wangii
Corylus wangii är en björkväxtart som beskrevs av Hu Hsien-Hsu. Corylus wangii ingår i släktet hasslar, och familjen björkväxter. Inga underarter finns listade.